# Lista wierzytelności
Lista wierzytelności – w postępowaniu upadłościowym dokument zawierający zestawienie wierzytelności zgłaszanych przez wierzycieli upadłego sędziemu-komisarzowi bądź podlegających uwzględnieniu z urzędu. Lista sporządzana jest przez syndyka, nadzorcę sądowego lub zarządcę. Uznanie wierzytelności na liście gwarantuje wierzycielowi możliwość realizacji uprawnień związanych z uczestnictwem w postępowaniu upadłościowym, m.in. prawa do głosowania na zgromadzeniu wierzycieli czy prawa do udziału w podziale funduszów masy upadłości w postępowaniu upadłościowym obejmującym likwidację majątku dłużnika.

## Tworzenie listy wierzytelności
Syndyk, nadzorca sądowy lub zarządca sporządza listę wierzytelności po upływie terminu do zgłaszania wierzytelności, oznaczonego w postanowieniu o ogłoszeniu upadłości, na podstawie odpisów zgłoszeń wierzytelności otrzymanych od sędziego-komisarza, po sprawdzeniu, czy wierzytelności te znajdują potwierdzenie w księgach rachunkowych upadłego, księgach wieczystych bądź innych rejestrach oraz po odebraniu od upadłego oświadczenia, czy wierzytelności te uznaje.
Ponadto na liście wierzytelności uwzględnia się z urzędu (bez konieczności zgłaszania):
- wierzytelności wynikające ze stosunku pracy;
- wierzytelności zabezpieczone rzeczowo (hipoteką, hipoteką morską, zastawem, zastawem rejestrowym, zastawem skarbowym);
- wierzytelności Funduszu Gwarantowanych Świadczeń Pracowniczych wynikające z obowiązku zwrotu z masy upadłości świadczeń Funduszu wypłaconych pracownikom upadłego.

Lista wierzytelności zawiera następujące dane dotyczące każdej ze zgłoszonych wierzytelności:
- sumę, w jakiej wierzytelność podlega uznaniu;
- kategorię, w jakiej wierzytelność podlega zaspokojeniu;
- istnienie i rodzaj zabezpieczenia wierzytelności oraz określenie sumy, według której będzie obliczany głos wierzyciela; sumę tę oznacza się według tej części wierzytelności, która prawdopodobnie nie będzie zaspokojona z przedmiotu zabezpieczenia;
- czy wierzytelność jest uzależniona od warunku;
- czy wierzycielowi przysługuje prawo potrącenia;
- stan postępowania sądowego lub administracyjnego w sprawie zgłoszonej wierzytelności, jej zabezpieczenia lub prawa potrącenia;
- oświadczenie upadłego w przedmiocie uznania wierzytelności i podane przez niego uzasadnienie, jeżeli upadły złożył takie oświadczenie, albo wzmiankę, że upadły oświadczenia takiego nie złożył i z jakiej przyczyny;
- fakt zaprzeczenia przez syndyka, nadzorcę sądowego lub zarządcę oświadczeniom wierzyciela wraz z uzasadnieniem zaprzeczenia.

Po sporządzeniu listy wierzytelności syndyk, nadzorca sądowy lub zarządca przekazuje ją sędziemu-komisarzowi. Fakt sporządzenia i przekazania listy wierzytelności sędziemu-komisarzowi jest ogłaszany w drodze obwieszczenia i ogłoszenia w Monitorze Sądowym i Gospodarczym. Każdy zainteresowany może zapoznać się z listą wierzytelności w sekretariacie sądu.

## Zaskarżanie listy wierzytelności
Środkiem odwoławczym przysługującym względem listy wierzytelności jest sprzeciw. Sprzeciw wnosi się w terminie dwóch tygodni od dnia obwieszczenia i ogłoszenia w Monitorze Sądowym i Gospodarczym o przekazaniu listy wierzytelności sędziemu-komisarzowi. Sprzeciw powinien odpowiadać wymogom pisma procesowego, wskazywać zaskarżoną wierzytelność oraz zawierać wniosek co do uznania albo odmowy uznania wierzytelności wraz z uzasadnieniem i wskazaniem dowodów na jego poparcie.
Prawo do wniesienia sprzeciwu przysługuje:
- wierzycielowi umieszczonemu na liście - co do uznania innej wierzytelności;
- wierzycielowi nieumieszczonemu na liście - co do odmowy uznania jego wierzytelności;
- upadłemu - co do niezgodności listy z jego wnioskami bądź oświadczeniami (jeśli takie składał).

Sprzeciw rozpoznaje sędzia-komisarz na rozprawie, a w jego przedmiocie orzeka postanowieniem, na które przysługuje zażalenie.

## Zatwierdzenie i uzupełnianie listy wierzytelności
Sędzia-komisarz postanowieniem zatwierdza listę wierzytelności po upływie terminu do wnoszenia sprzeciwów lub po prawomocnym orzeczeniu w przedmiocie sprzeciwów, jeśli takie wniesiono. Sędzia-komisarz dokonuje również z urzędu uzupełnień i sprostowań listy wierzytelności, jeśli okaże się, że na liście umieszczono wierzytelności, które nie istniały w całości lub części, lub nie umieszczono na niej wierzytelności podlegających zgłoszeniu z urzędu. Listę wierzytelności uzupełnia również syndyk w miarę napływania zgłoszeń wierzytelności.

## Lista wierzytelności w postępowaniu upadłościowym obejmującym likwidację majątku dłużnika
Po zatwierdzeniu listy wierzytelności przez sędziego-komisarza syndyk może przystąpić do sporządzania planu podziału funduszów masy upadłości, w którym uwzględnia się jedynie tych wierzycieli, którzy zostali umieszczeni na liście. Umieszczenie wierzytelności na liście warunkuje możliwość uczestniczenia wierzyciela w zgromadzeniu wierzycieli oraz głosowania w przedmiocie podejmowanych tam uchwał. O sile głosu wierzyciela decyduje suma, w jakiej wierzytelność została uznana na liście.
Po zakończeniu postępowania upadłościowego, o ile sąd upadłościowy nie umorzył zobowiązań upadłego niezaspokojonych w postępowaniu, wyciąg z listy wierzytelności zatwierdzonej przez sędziego-komisarza, zawierający oznaczenie wierzytelności oraz sumy otrzymanej na jej poczet przez wierzyciela, jest tytułem egzekucyjnym przeciwko upadłemu. Po nadaniu wyciągowi klauzuli wykonalności staje się on tytułem wykonawczym.

## Lista wierzytelności w postępowaniu upadłościowym z możliwością zawarcia układu
Po zatwierdzeniu listy wierzytelności przez sędziego-komisarza, w terminie miesiąca powinno odbyć się zgromadzenie wierzycieli zwołane w celu głosowania nad układem. W zgromadzeniu może brać udział także wierzyciel, którego wierzytelność nie została umieszczona na liście wierzytelności, jeżeli przedstawi sędziemu-komisarzowi prawomocne orzeczenie sądu lub ostateczną decyzję administracyjną stwierdzające jego wierzytelność. Wierzyciel ten głosuje wówczas z sumą wierzytelności ustaloną w treści tych orzeczeń.
Wyciąg z listy wierzytelności, łącznie z wypisem prawomocnego postanowienia zatwierdzającego układ, jest tytułem egzekucyjnym przeciwko upadłemu oraz temu, kto udzielił zabezpieczenia wykonania układu, jeżeli został w sądzie złożony dokument stwierdzający udzielenie zabezpieczenia. Jeżeli układ przewiduje dopłaty między wierzycielami, jest także tytułem egzekucyjnym przeciwko zobowiązanemu do dopłaty.